# جون ديفيد مورلي
جون ديفيد مورلي (بالإنجليزية: John David Morley)‏ هو كاتب بريطاني، ولد في 21 يناير 1948 في سنغافورة، وتوفي في 18 فبراير 2018 في ميونخ في ألمانيا.